# Trípoli (Líbano)
Trípoli (em árabe: طرابلس, Ṭarābulus) é a maior cidade do norte do país e a segunda maior do Líbano, situada a 85 quilômetros da capital, Beirute. Atualmente é a capital do distrito de Trípoli e também do Líbano Setentrional.

## Geografia
Trípoli tem como litoral o Mar Mediterrâneo, e detém o ponto mais alto no norte do Líbano. Possui quatro ilhas em seus domínios, sendo as Ilhas Palmeiras protegidas por ser refúgios de tartarugas, focas e aves migratórias.

## História
A cidade foi fundada pelos Fenícios e fazia parte da antiga Confederação Fenícia. Durante as Cruzadas, foi capital do extinto Condado de Trípoli. 
1. ↑  «طَرَابُلُس, Lebanon - Geographical Names, map, geographic coordinates». geographic.org. Consultado em 12 de dezembro de 2022
2. ↑  «Tripoli, Lebanon: Jewel of the Eastern Mediterranean». tripoli-lebanon.org. Consultado em 12 de dezembro de 2022
3. ↑  «Tripoli District - Localiban». www.localiban.org. Consultado em 12 de dezembro de 2022